# Henriettea gibberosa
Henriettea gibberosa är en tvåhjärtbladig växtart som först beskrevs av Ignatz Urban, och fick sitt nu gällande namn av Brother Alain. Henriettea gibberosa ingår i släktet Henriettea och familjen Melastomataceae. Inga underarter finns listade i Catalogue of Life.